# Mette Munch
Mette Munch (Aarhus, 16 de junio de 1966) es una deportista danesa que compitió en vela en la clase Europe. Ganó tres medallas de plata en el Campeonato Mundial de Europe entre los años 1985 y 1987.

## Palmarés internacional
| Campeonato Mundial | Campeonato Mundial      | Campeonato Mundial | Campeonato Mundial |
| Año                | Lugar                   | Medalla            | Clase              |
| ------------------ | ----------------------- | ------------------ | ------------------ |
| 1985               | Tønsberg (Noruega)      | Medalla de plata   | Europe             |
| 1986               | Helsinki (Finlandia)    | Medalla de plata   | Europe             |
| 1987               | Crozon-Morgat (Francia) | Medalla de plata   | Europe             |